# Prunus bifrons
Prunus bifrons es una especie de planta perteneciente a la familia de las rosáceas, nativa de las regiones templadas y tropicales de Asia, donde se distribuye por Afghanistán, Kirguistán, Tayikistán, India y Pakistán.

## Taxonomía
Prunus bifrons fue descrita por Karl Fritsch y publicado en 1892.
Etimología
Ver: Prunus: Etimología
bifrons: epíteto latíno que significa "con dos hojas"
Sinonimia
- Cerasus bifrons (Fritsch) Pojark.	[2]